# Tre mai
Tre mai, mai, mai cây, mai ống (danh pháp khoa học: Dendrocalamus giganteus) là một loài tre lớn miền nhiệt đới-cận nhiệt đới, mọc thành bụi dày sinh sống ở Đông Nam Á. Đây là một trong những loài tre lớn nhất trên thế giới.

## Mô tả
Đây là một loài tre cao, màu xám xanh, mọc thành bụi dày, thường đạt chiều cao 30 mét (98 feet), nhưng một bụi ở Arunachal Pradesh, Ấn Độ đạt chiều cao đến 42 mét. Trong điều kiện phù hợp, nó có thể tăng 40 cm chiều cao trong một ngày. Kỉ lục hiện được ghi nhận là 46 cm (18 inch) trong 24 giờ, thiết lập vào ngày 29-30 tháng 7 năm 1903 ở Vườn thực vật Hoàng gia Peradeniya tại Ceylon (Sri Lanka ngày nay). Ở nơi có khí hậu cận nhiệt đới, mức tăng trưởng của mai sụt giảm mạnh, ít khi đạt đến 20 mét.
Ống tre thẳng, màu xanh xám, bề mặt có phấn phủ, trở màu xanh nâu khi phơi khô. Măng có màu tím than. Chiều dài đốt tre là 25–40 cm, đường kính 10–35 cm. Vỏ mỏng, hiếm khi dày hơn 2,5 cm (1 inch). Cây chỉ rẽ nhánh ở gần ngọn. Rễ khí sinh có thể mọc đến mấu mắt thứ tám.
Bẹ tre màu xanh khi còn non, dần trở màu nâu. Bẹ lớn, chiều dài đạt đến 24–30 cm, chiều rộng 40–60 cm. Mặt lưng bẹ có lông gai màu nâu-vàng. Mặt trong bóng, không có lông gai.

## Phân bố
Dendrocalamus giganteus là loài bản địa Ấn Độ, Đông Nam Á lục địa, tỉnh Vân Nam (Trung Quốc). Nó sống trong rừng và bờ sông, từ nơi ngang mực nước biển đến 2.000 mét (6.600 ft). Ở Việt Nam, mai mọc ở khu vực Bắc Bộ.

## Với con người
Mai được dùng trong xây dựng và đan lát. Măng ăn được.